# Difalia
Difalia sau duplicarea penisului (terata diphallică sau diphallasparatus), este o anomalie de dezvoltare extrem de rară în care un bărbat se naște cu două penisuri.  Primul caz raportat a fost Johannes Jacob Wecker în 1609.   Prevalența acestei anomalii este de 1 din 5,5 milioane de băieți din Statele Unite . 
Când difalia este prezentă, este însoțită de obicei de anomalii renale, vertebrale, posterioare, anorectale sau de altă natură congenitală . Există, de asemenea, un risc mai mare de spina bifida .  Bebelușii născuți cu difalie și afecțiunile sale asociate au o rată de deces mai mare din diferite infecții asociate cu sistemele lor renale sau colorectale mai complexe. 
Se crede că difalia apare la făt între 23 și 25 de zile de gestație, când o leziune, stres chimic sau genele homeobox care funcționează defectuos împiedică funcția corectă a masei celulare caudale a mezodermului fetal, pe măsură ce sinusul urogenital se separă de tuberculul genital și de rect pentru a forma penisul. 
Apariția este rară, la fiecare cinci până la șase milioane de nașteri vii,  cu 1 din 5,5 milioane de băieți din Statele Unite . 
Primul caz a fost raportat de Wecker în Bologna, Italia în 1609, iar de atunci, aproximativ o sută de cazuri au fost raportate până astăzi.   Această afecțiune a existat la om încă din cele mai vechi timpuri.  Cele două organe genitale externe pot varia ca dimensiune și formă,  fie așezate unul lângă celălalt într-un plan sagital, fie unul deasupra celuilalt într-un plan frontal . 
Conform clasificării Schneider din 1928, penisul dublu este clasificat în trei grupe: (a) gland difalic, (b) difalia bifidă și (c) difalia completă sau penisul dublu.  Potrivit lui Vilanora și Raventos, în 1954, se adaugă un al patrulea grup numit pseudodifalia.  
Clasificarea actuală acceptată pe scară largă, introdusă de Aleem în 1972, clasifică penisul dublu în două grupuri: difalia adevărată și penisul bifid.  Adevărata difalie este cauzată de clivajul tuberculului pubian; penisul bifid este cauzat de separarea tuberculului pubian .   Fiecare dintre aceste două grupuri este în continuare împărțit în parțial sau complet.  Adevărata difalie este aceea în care fiecare penis are două corpuri cavernoase și un singur corp spongios care conține uretra.   Adevărata difalie poate fi fie completă cu ambele penisuri ca dimensiuni similare, fie parțial atunci când unul dintre penisuri are dimensiuni mai mici sau imature, deși structural este același ca cel mai mare.  În difalia bifidă, fiecare penis are un singur corpus cavernos și un corp spongioscare conține uretra.   Atunci când separarea penisurilor este până la baza corpului penisului, acesta este complet bifid; însă atunci când separația este până la gland, acesta este parțial bifid.  Penisului bifid complet este asociat cu alte anomalii, uretra anterioară lipsește de la fiecare penis, iar uretra prostatică este situată pe piele între cele două penisuri.  În penisul bifid parțial, duplicarea uretrei, a corpului cavernos și a corpului spongios într-un penis este incompletă și există doar un corp cavernos și un corp spongios care înconjoară uretra funcțională în celălalt penis. 

## Cazuri medicale
Difalia este însoțită de obicei de anomalii sistemice, amploarea lor variază, de la anomalii asociate la anomalii multiple, inclusiv ale sistemelor urogenital, gastro-intestinal și musculoscheletic.    Duplicarea penisului diferă, de asemenea, de la un singur penis, cu glande duble, până la completarea penisului dublu.  Meatul urinar poate fi normal, la vârful glandului, hipospadiac sau epispadiac; scrotul poate fi normal sau bifid.  Adevărata difalie este mai probabil însoțită de anomalii și malformații asociate în comparație cu penisul bifid.  Bebelușii născuți cu difalie au o rată de deces mai mare din cauza infecțiilor asociate anomalii. 
(A) Difalia completă adevărată cu anomalii asociate:
Studiu de caz: Un nou-născut mascul de 2 zile, asociat cu malformații complexe genitourinare și anorectale. Avea anus neperforat, hipospadias, scrot bifid, meaturi pe ambele glanduri, două vezici urinare și colonuri și avea testicule normale.
(B) Difalie parțială adevărată sau pseudodifalie, fără anomalii asociate:
Difalia adevărată parțială corespunde pseudodifaliei. Pseudodifalia este formată numai din țesut erectil, nediferențiat și nefuncțional. Este independent de penisul normal și poate fi îndepărtat chirurgical fără probleme.   
Studiu de caz:Acest caz rar a fost raportat la un bărbat în vârstă de 83 de ani în momentul când s-a internat la spital. Acesta nu prezenta nicio altă malformație anatomică. El prezenta penis mic, imatur și nefuncțional de o parte a penisului mare, normal. Penisul secundar avea gland, dar nu avea meat urinar.
(C) Difalie bifidă completă cu anomalii asociate:
Studiu de caz: Un băiat în vârstă de 12 ani, asociat cu scrotul bifid, epispadis și diastazie a simfizei pubiene. El avea două penisuri separate, similare ca mărime și formă, fiecare penis având meat uretral epispadic. Avea scrot bifid, câte un testicul pe fiecare parte a scrotului. O structură asemănătoare anselor intestinale era peste regiunea pubisului. Această structură nu a avut nicio comunicare cu nicio altă structură. Avea o singură vezică normală și un ureter.
(D) Difalie bifidă parțială fără anomalii asociate:
Studiu de caz: Un băiat de 15 ani,  în afară de a avea două penisuri, avea restul organelor genitale externe normale. Cele două testicule ale sale erau în interiorul scrotului normal și poziționate în mod normal. Penisurile aveau glanduri de dimensiuni inegale, prepuțuri groase și urina doar prin glandul mai mare. El a avut un anus patentat, o vezică, o uretră normală, sisteme normale gastrointestinale și genitourinare.

### Trifalie
A fost raportat un document științific al trifaliei (3 penisuri) într-un melc marin.

## Determinarea sexului masculin
Bărbatul moștenește un cromozom X de la mamă și un cromozom Y de la tată. Prezența regiunii determinante a sexului pe cromozomul Y, sau gena SRY, determină embrionul să devină mascul. Dezvoltarea organelor genitale masculine interne și externe se face din gonada bipotențial în embrion. Gena SRY codantă testiculară determină proteina factor SRY (TDF) să elaboreze expresii și a altor gene cu este gena SRY-box 9 (SOX-9) și gena factor-1 steroidogenic (SF-1),  cauzând diferențieri în medula gonadei bipotențiale din testicul în săptămâna 6.

## Dezvoltarea organelor genitale interne
Celulele Sertoli ale testiculelor secretă hormonul anti-Müllerian (AMH) care determină generarea canalelor Müller, iar celulele Leydig ale testiculelor secretă testosteronul și derivatul său dihidrotestosteron (DHT) care este transformat din testosteron de către 5a-reductază, determinând transformarea canalelor Wolff în vezicule seminale, canalele deferente și epididim până în săptămâna 10. 

## Dezvoltarea organelor genitale externe
Celulele germinale primordiale (PGCs), precursorii gameților,  migrează din sacul de ou în crestele urogenitale, locul dezvoltării gonadelor în dezvoltarea embrionară timpurie, până la săptămâna șase.  Creastele genitale secretă un chemoattractant cauzând migrația PGCs.  În jurul săptămânii trei, celulele mezenchimului migrează în jurul membranei cloacale formând o pereche de pliuri cloacale lateral în jurul membranei cloacale.   Începând cu săptămâna șase, pliurile cloacale anterioare fuzionează pentru a forma tuberculul genital, pliurile cloacale posterioare se împart în pliurile urogenitale anterioare și pliurile anale posterioare.   Membrana cloacală, se împarte în membrane urogenitale și anale,  se rupe pentru a forma deschiderea urogenitală anterioară și respectiv deschiderea anală posterioară.   De asemenea, începând cu săptămâna șase, umflăturile labioscrotale se dezvoltă lateral ale pliurilor urogenitale,   iar umflăturile labioscrotale formează ulterior umflături scrotale.    
Dezvoltarea dependentă de hormoni a organelor genitale externe începe la aproximativ săptămâna opt.  Genitala externă se diferențiază sub acțiunea testosteronului și DHT . DHT determină dezvoltarea altor caracteristici ale sexului masculin, cum ar fi dezvoltarea prostatei, diferențierea organelor genitale externe incluzând alungirea tuberculilor genitali care formează glandul penisului, pliurile urogenitale formând axul penisului și umflături labioscrotale formând scrot până la săptămâna zece.  Fără DHT, organele genitale externe masculine nu se vor dezvolta în timpul creșterii embrionilor.   Celulele crestelor urogenitale și mezenchimele subiacente proliferează și formează cabluri sexuale primare, care apoi suferă o serie de diviziuni mitotice, sub influența TDF, se dezvoltă în gonada masculină.   Alungirea tuberculului genital formează dezvoltarea glandului penisului.  Pe măsură ce falusul se alungește, el trage pliuri uretrale înainte care înconjoară sinusul urogenital.  Fuziunea pliurilor urogenitale formează canelură urogenitală pe partea ventrală (sub) a falusului, iar canelura se închide treptat spre glandul care formează uretra penisului.   Sinusul urogenital se diferențiază în vezică și uretră prostatică și posterioară.  Țesutul mezenchimic erectil se dezvoltă în corpul spongiosum din jurul uretrei și formează penisul glandului și în corpul cavenos din axul penisului.  

## Cauze
Nu se cunoaște cauza difaliei  și, de asemenea, deoarece anomaliile asociate variază în mare măsură, este imposibil să se dea o explicație simplă și simplă a cauzei sale.  Se crede însă că a pornit de la duplicarea membranei cloacale în stadiile de dezvoltare embrionară timpurie la făt, între a treia și a șasea săptămână de gestație,   deoarece dezvoltarea normală a pliurilor cloacale la făt este completă între acest moment.  
Dezvoltarea normală a penisului are loc prin fuziunea tuberculilor cloacali la capătul anterior al sinusului urogenital.   Mezenchimul migrează în jurul membranei cloacale, proliferează și se extinde în jurul plăcii cloacale, formând o pereche de pliuri cloacale care fuzionează pentru a forma tuberculul genital care se dezvoltă în penis.    Dacă membrana cloacală este dublată, mezenchima va migra și va înconjura ambele membrane cloacale, ceea ce duce la formarea a două perechi de pliuri cloacale în jurul a două membrane cloacale, rezultând formarea a două tuberculi genitale și, astfel, a două penisuri.   Conceptul de sindrom de duplicare caudală este utilizat pentru a explica simptomele diphalliei cu anomalii complexe asociate la nivelul abdomenului inferior și al tractului urinar.   În plus, pe măsură ce mezenchima migrează din mai multe zone, eșecul în migrare și fuziunea mezodermului duce la formarea a două tubercule genitale  și penisuri duble, precum și la producerea de anomalii asociate, cum ar fi vezicii duble, uretra dublă, duble colonuri și anus imperforat.   Eșecul fuziunii corespunzătoare a pliurilor uretrale duce la hipospadii.  Eșecul migrării celulelor mezoderm duce la epispadie. 
Difalia este o organă genitală externă rară. Cauza este incertă, dar majoritatea oamenilor de știință sunt de acord că diphallia este un defect al tuberculului genital și apare la aproximativ săptămâna a treia de gestație, când masa celulară caudală a mezodermului este afectată de diverși factori de mediu externi, inclusiv medicamente, infecții și genele homeobox care funcționează defectuos.  

## Tratament
Tratamentul este o analiză de la caz la caz, luând în considerare multe considerente, inclusiv medicale și etice și implică excizia chirurgicală a penisului care nu funcționează.  

## Biografie
- Chadha R, Bagga D, Gupta S, Mahajan JK. (Iulie 2001). "Difllie completă asociată cu trăsăturile exstrofei acoperite." 36 (7): E12, WB Saunders Company . Centrul Național pentru Informații Biotehnologice, Biblioteca Națională de Medicină din SUA, Institutele Naționale de Sănătate
- Fleishman, Cooper (15 mai 2012). „Bărbat cu 2 penisuri, femeie cu 2 vagine au fost cel mai sexy cuplu din secolul al XIX-lea” . HyperVocal.